# Cottbusischer Kreis
Der  Cottbusische Kreis, auch Cottbuser Kreis bzw. Herrschaften Cottbus und Peitz oder Weichbild Cottbus und Peitz war ein markbrandenburgischer Kreis in der Niederlausitz, dessen Anfänge auf die Erwerbung der Herrschaften Cottbus und Peitz Mitte des 15. Jahrhunderts zurückgehen. Die Bezeichnung Cottbusischer Kreis (oder ähnliche Schreibweisen) kam erst in der Mitte des 18. Jahrhunderts auf. Der Kreis wurde Ende Oktober 1806 von französischen Truppen besetzt und musste 1807 im Rahmen des Tilsiter Friedens an das Königreich Sachsen abgetreten werden. Im August 1813 wurde der Kreis wieder von preußischen Truppen besetzt und im September 1813 in die preußischen Verwaltungsstrukturen eingegliedert. Völkerrechtlich kam der Cottbusische Kreis allerdings erst nach dem Wiener Kongress am 25. Mai 1815 wieder an Preußen zurück. In der Kreisreform von 1816 wurden die Exklaven des Cottbusischen Kreises anderen Kreisen zugewiesen, die Enklaven benachbarter Kreise kamen dafür an den Kreis Cottbus. Das Gebiet des Cottbusischen Kreises gehört heute zum größten Teil zum Landkreis Spree-Neiße und der kreisfreien Stadt Cottbus. Kleinere Teile gehören heute auch zum Landkreis Oberspreewald-Lausitz und zum Landkreis Dahme-Spreewald. Das frühere Germersdorf (heute Jaromirowice) östlich der Neiße gehört heute zur Landgemeinde Gubin (Woiwodschaft Lebus, Polen).

## Geographische Lage
Der zur Mark Brandenburg gehörende Cottbusische Kreis lag fast zentral in der Niederlausitz umgeben von den sächsischen Kreisen Lübben (im Norden, auch Krumspreeischer Kreis genannt), Guben (im Osten), Luckau und Calau (im Westen) sowie Spremberg (im Süden) der Niederlausitz. In der Zeit des brandenburgischen Teilfürstentums Brandenburg-Küstrin (1535–1571) gehörte der Cottbusische Kreis zu letzterem und wurde daher ab dieser Zeit zum Landesteil Neumark gerechnet.
Exklaven des Cottbusischen Kreises waren Wolkenberg, Stradow und Jessen (im Sprembergischen Kreis), Straußdorf, Laasow und Ranzow, Gahlen, Bischdorf, Tornow und Schlabendorf (im Calauischen Kreis) und Germersdorf, Groß Breesen und Kerkwitz (im Gubenischen Kreis). Einige Gemeinden war nicht in Vollbesitz der brandenburgischen Markgrafen; hier hatten auch die sächsischen Kurfürsten Besitz und/oder Rechte.
Sächsische Enklaven im Cottbusischen Kreis waren Koschendorf, Oelsnig, Groß Gaglow, Klein Gaglow und Kiekebusch, Limberg, Gulben, und ein Teilbesitz in Werben.

## Geschichte
Der Cottbusische Kreis bildete sich im Verlauf des 18. Jahrhunderts aus den Herrschaften Cottbus und Peitz heraus bzw. wurde die Bezeichnung Cottbusischer Kreis für die beiden Herrschaften üblich. Allerdings war bis um 1800 auch die alte Bezeichnung Herrschaften Cottbus und Peitz durchaus noch in Gebrauch, zum Beispiel verwendete Bratring (1809) noch diese Bezeichnung.
Wann genau die Bezeichnung Cottbusischer Kreis, Kottbusischer Kreis, auch Kottbuser Kreis und Kottbusser Kreis, Cottbusischer Kreis, entstanden ist, bzw. zum ersten Mal benutzt wurde, ist bisher nicht genau recherchiert (Houwald). Sie taucht auf jeden Fall bereits in der 1748 erschienenen Geographische(n) Beschreibung der Marggraffschaft Nieder-Lausitz als Cotbusische(r) Kreis auf. Auch im Adreßkalender von 1756 wird der Begriff Cottbusischer Creis bereits verwendet (S. 97), aber auch Weichbild Cottbus (S. 102). Damals war Julius Ulrich von Buggenhagen auf Papitz und Ruben Landrat. 1791 wird der Kreis als der cotbusische Kreis oder das Weichbild Cotbus und Peitz bezeichnet.

### Herrschaft Cottbus und die Herrschaft Peitz
Die Herrschaft Cottbus kam in zwei Teilen an die brandenburgischen Kurfürsten. Schon 1443 hatte sich Reinhard von Cottbus mit seiner Hälfte der Herrschaft Cottbus unter den Schutz des brandenburgischen Kurfürsten Friedrich II. begeben. Am 18. Juli 1445 verkaufte er seinen Anteil um 5500 Schock Groschen an Brandenburg. 1452 gewährte Luther von Cottbus, der Besitzer der anderen Hälfte der Herrschaft Cottbus dem brandenburgischen Markgrafen und Kurfürsten Friedrich II. ein Vorkaufsrecht im Falle, dass er seinen Anteil der Herrschaft Cottbus verkaufen sollte. Nach dem Tod von Luther von Cottbus fiel am 4. Juli 1455 auch die andere Hälfte der Herrschaft Cottbus an den brandenburgischen Markgrafen und Kurfürsten.
Die Herrschaft Peitz hatte im 14. und Anfang des 15. Jahrhunderts zahlreiche rasch wechselnde Besitzer. 1442 übertrug Heinrich Schenk von Landsberg seine Ansprüche auf die Herrschaft Peitz an den brandenburgischen Markgrafen und Kurfürsten Friedrich II., der 1448 die Herrschaft Peitz von den Herren von Waldow für 6000 rheinische Gulden kaufen konnte, und Reinhard von Cottbus auf Lebenszeit überließ. Nach dem Tod von Reinhard von Cottbus fiel Peitz wieder an Brandenburg. Es wurde fortan als Amt betrachtet (Amt Peitz). 1462 wurde der brandenburgische Kurfürst vom böhmischen König mit den Herrschaften Cottbus, Peitz, Teupitz, Bärwalde und Groß-Lübbenau belehnt. Er erhielt außerdem die Anwartschaft auf die Herrschaften Beeskow und Storkow. 1490 fiel dem brandenburgischen Kurfürsten noch die niederlausitzische Herrschaft Zossen zu.
Die Herrschaften Cottbus und Peitz (wie auch die anderen niederlausitzischen Herrschaften) blieben jedoch bis 1742 ein Lehen der böhmischen Krone. Erst mit dem Vorfrieden von Breslau und dem Frieden von Berlin wurde die böhmische Oberlehensherrschaft aufgehoben.

### Der Cottbusische Kreis während der Napoleonischen Kriege
Im Vierten Koalitionskrieg verlor die Preußische Armee am 14. Oktober 1806 die Schlachten bei Jena und Auerstedt. Der Cottbusische Kreis wurde noch im Oktober 1806 von Napoleonischen Truppen besetzt. Spätestens bis zum November 1806 hatte sich eine französische Militärkommandantur etabliert. Am 11. Dezember 1806 unterzeichnete Sachsen den Frieden von Posen, in dem der Anschluss des Cottbusischen Kreises an Sachsen als Ausgleich für sächsische Gebietsverluste an das neue Königreich Westphalen beschlossen wurde.
Im Frieden von Tilsit vom 7./9. Juli 1807 musste Preußen neben anderen Gebieten den Cottbusischen Kreis an Sachsen abtreten. Die formelle Übergabe des Cottbusischen Kreises an Sachsen fand am 20. September 1807 in Berlin statt. Anstelle der Neumärkischen Kriegs- und Domänenkammer trat nun die Oberamtsregierung in Lübbenau als höhere Verwaltungsbehörde. Die Verwaltungsstrukturen blieb aber bestehen, die bisherigen Beamten behielten ihre Posten.
Die Wiedereingliederung des Cottbusischen Kreises in den preußischen Staat während und nach den Befreiungskriegen vollzog sich in mehreren Etappen. Im März 1813 besetzten preußische Truppen erstmals wieder das Gebiet des Cottbusischen Kreises. So ließen die preußischen Generale Blücher und Scharnhorst die Einwohner von Cottbus bereits am 22. März 1813 wieder dem preußischen König huldigen, was jedoch völkerrechtlich ohne Belang war.
Nach der Schlacht bei Bautzen (20./21. Mai 1813) und dem Waffenstillstand vom 4. Juni 1813 konnte Sachsen den Cottbusischen Kreis für knapp drei Monate erneut in Besitz nehmen. Der Landrat des Cottbusischen Kreises Friedrich Wilhelm von Normann wurde wegen Hochverrats (für die Huldigung an den preußischen König) in der Festung Königstein als Staatsgefangener inhaftiert. Nach dem Abzug der sächsischen Truppen Anfang August, die sich am Vormarsch auf Berlin beteiligten, konnte eine Abteilung preußischer Ulanen am 22. August 1813 Cottbus erneut besetzen, und den Kreis wieder endgültig für Preußen gewinnen. Durch eine Verfügung der Regierung in Potsdam wurde Cottbus am 19. September 1813 wieder der preußischen Verwaltung unterstellt. Völkerrechtlich hatte dies aber noch keine Rechtsverbindlichkeit. Dafür kommen zwei Daten in Betracht.
In Zusatzartikeln zum Pariser Frieden von 30./31. Mai 1814 wurden eine ganze Reihe von Friedensverträgen, die Napoleon diktiert hatte, wieder aufgehoben, darunter auch der Frieden von Tilsit. Da die beiden Vertragsparteien des Frieden von Tilsit, Preußen und Frankreich diesen Vertrag unterzeichneten, könnte man schon dieses Datum als völkerrechtsverbindliche Rückkehr des Cottbusischen Kreis an Preußen in Betracht ziehen. Da jedoch die dritte beteiligte Partei, nämlich das Königreich Sachsen den Frieden von Paris nicht unterzeichnete, haben die meisten Historiker berechtigte Zweifel zur Rechtsverbindlichkeit. In den neueren Arbeiten wird daher meist der 25. Mai 1815 angenommen, an dem die Bestimmungen des Wiener Kongresses in Kraft traten und die Niederlausitz (einschließlich des Cottbusischen Kreises) völkerrechtlich an Preußen fiel.

## Zugehörige Orte
Die Zusammenstellung erfolgt nach Friedrich Wilhelm August Bratring 1809, der den Zustand von 1806 beschreibt. Die Namen der Orte sind in die heutige Schreibweise gebracht.
- Allmosen (1809: Dorf)
- Auras (1809: Dorf und Gut)
- Babow (1809: Dorf und Gut)
- Bahnsdorf (1809: Dorf und Gut, Windmühle)
- Bärenbrück (1809: Dorf)
- Bischdorf (1809: Dorf)
- Bräsinchen (1809: Dorf)
- Brahmow (1809: Dorf und Gut)
- Branitz (1809: Dorf und Gut)
- Groß Breesen (1809: Dorf und Gut)
- Briesen (1809: Dorf und Gut)
- Brunschwig (1809: auf dem Berge, Brunschwig in der Gasse, Dorf oder Vorstadt von Cottbus)
- Brunschwig (1809: Vorwerk oder Kolonisten), in Cottbus aufgegangen
- Buchholz (1809: Dorf und Gut, mit drei Wassermühlen (eine Wassermühle wird  Schnegel genannt)), devastiert, lag westlich von Greifenhain
- Burg (Spreewald) (1809: Burg Dorf, Burg 1stes Kauperetablissement, Burg 2.tes Kauperetablissement, eigentlich drei Dörfer)
- Cottbus (1809: Amtssitzvorwerk, mit drei (Amts-)Wassermühlen)
- Dahlitz (1809: Dorf)
- Diebsdorf (1809: Vorstadt, Krug, Wassermühle), in Peitz aufgegangen
- Dissen (1809: Dorf und Amtsvorwerk)
- Dissenchen (1809: Dorf)
- Groß Döbbern (1809: Dorf und Gut, Wassermühle, Ziegelei)
- Klein Döbbern (1809: Dorf und Gut)
- Döbbrick (1809: Dorf)
- Domsdorf (1809: Dorf)
- Drachhausen (1809: Dorf und Amtsvorwerk, Krug, Teerofen)
- Drehnow (1809: Dorf)
- Drewitz (1809: Dorf)
- Drieschnitz (1809: Dorf und Gut)
- Eichow (1809: Dorf, Gut und Windmühle)
- Fehrow (1809: Dorf)
- Frauendorf (1809: Dorf, Gut und Wassermühle)
- Friedrichshof (1809: Amtsvorwerk)
- Gablenz (1809: Dorf, Gut und Wassermühle)
- Groß Gaglow (1809: Dorf und Gut, anteilig, anderer Anteil sächsisch)
- Gahlen (1809: Dorf und Gut) (Exklave im Calauischen Kreis)
- Gahry (1809: Dorf, Gut und Schänke, anteilig, anderer Anteil sächsisch)
- Gallinchen (1809: Dorf und Gut, Wassermühle und Ziegelei)
- Geisendorf (1809: Dorf und Gut, zwei Wassermühlen)
- Glinzig (1809: Dorf und Vorwerk, Wassermühle (Koselmühle), Vorwerk Fischerhof)
- Klein Görigk (1809: Dorf und Meierei)
- Germersdorf, Dorf und Güter, Wassermühle
- Gosda (1809: Dorf und Gut, Wassermühle)
- Grötsch (1809: Dorf)
- Guhrow (1809: Dorf und Gut)
- Haasow (1809: Dorf)
- Hänchen (1809: Dorf und Gut, Ziegelei)
- Heinersbrück (1809: Dorf und Erbpachtsvorwerk, Windmühle)
- Hüttenwerk Peitz (1809: Hochofen und Eisenhammer (alter und neuer Hammer))
- Jänschwalde (1809: Dorf und Erbpachtsvorwerk, Unterförsterei)
- Jessen (1809: Dorf und Gut, Ziegelei, anteilig, anderer Teil sächsisch, Vorwerk = Pardutz)
- Illmersdorf (1809: Dorf und Gut)
- Kackrow (1809: Dorf)
- Kahren (1809: Dorf und Gut, Ziegelei, Försterei, Nutzberg (Schäferei))
- Kahsel (1809: Dorf und Gut)
- Kalkwitz (1809: Dorf und Gut) (Exklave im Calauischen Kreis)
- Kathlow (1809: Dorf und Gut, Wassermühle, Försterei)
- Kerkwitz, Dorf, anteilig, anderer Anteil sächsisch
- Kiekebusch (1809: Dorf)
- Klinge (1809: Dorf und Gut, Windmühle, Ziegelei, Försterei)
- Kolkwitz (1809: Dorf, Försterei)
- Koppatz (1809: Dorf)
- Komptendorf (1809: Dorf und Gut)
- Krieschow (1809: Feldmühle, zwei Wassermühlen (eine davon heißt Feldmühle))
- Kunersdorf (1809: Dorf und Gut)
- Kutzeburger Mühle (1809: Wassermühle) (im Cottbuser Ortsteil Gallinchen)
- Laasow, Dorf und Gut, Windmühle, Försterei (Exklave im Calauischen Kreis)
- Lakoma (1809: Dorf und Vorwerk) (devastiert)
- Laubsdorf (1809: Dorf und Gut)
- Leeskow (1809: Dorf und Gut)
- Leuthen (1809: Dorf und Gut)
- Groß Lieskow (1809: Dorf, Krug)
- Klein Lieskow (1809: Dorf) (devastiert)
- Lindchen (1809: Dorf und Gut)
- Lubochow (1809: Dorf und Gut, zwei Wassermühlen namens Hallungsmühle und Lubuchowmühle)
- Madlow (1809: Dorf, Schneide- und Walkmühle der Tuchmacher in Cottbus)
- Am Maiberge, Wohnung des Dammeister über die Spreedämme (1809) (gehört heute zum Ortsteil Döbbrick der Stadt Cottbus, Straßenname Maiberg)
- Markgrafenmühle (1809: Wassermühle)
- Mattendorf (1809: Dorf)
- Maust (1809: Dorf und Amtsvorwerk, Wasser-, Mahl- und Schneidemühle)
- Merzdorf (1809: Dorf)
- Milkersdorf (1809: Dorf und Gut)
- Müschen (1809: Dorf und Gut)
- Neuendorf (1809: Dorf, Unterförsterei)
- Neuhausen (1809: Dorf und Gut, Wassermühle, Försterei)
- Groß Oßnig (1809: Dorf, Gut und Meierei, Ziegelei, Försterei)
- Klein Oßnig (1809: Dorf und Gut)
- Ostrow (1809: Dorf oder Vorstadt von Cottbus), in Cottbus aufgegangen
- Ottendorf (1809: Kolonie)
- Papiermühle an der Spree, neben der Markgrafenmühle
- Papitz (1809: Dorf und Gut)
- Peitz (1809: Stadt, Eisenhüttenwerk)
- Petershain (1809: Dorf, Gut und Meierei, Wasser- und Windmühle)
- Plantage bei Peitz, Etablissement (jn Peitz aufgegangen)
- Preilack (1809: Dorf)
- Raakow (1809: Dorf und Gut, zwei Wassermühlen)
- Radensdorf (1809: Dorf und Gut, Ziegelei)
- Radewiese (1809: Kolonie)
- Ranzow (1809: Dorf und Gut, Wassermühle)
- Reinpusch (1809: Vorwerk, Ziegelei)
- Ressen (1809: Dorf und Gut, Ziegelei, Wassermühle Sandmühle genannt)
- Roggosen (1809: Dorf und Meierei)
- Ruben (1809: Dorf)
- Saccasne (1809: Kolonie)
- Sachsendorf (1809: oder Prior, Kolonie)
- Sandow (1809: Dorf oder Vorstadt von Cottbus, sechs Krüge)
- Saspow (1809: Dorf)
- Skadow (1809: Dorf und Gut)
- Schlabendorf (1809: Dorf und Gut, Anteil, Gut und größerer Teil gehörte zu Sachsen)
- Schlichow (1809: Dorf und Gut)
- Schmellwitz (1809: Dorf)
- Schmogrow (1809: Dorf. Wasser-, Mahl- und Schneidemühle, Unterförsterei)
- Schönhöhe (1809: Kolonie und Erbpachtsvorwerk, Teerofen)
- Schorbus (1809: Dorf und Gut, Försterei)
- Sergen, Dorf und Gut, Wassermühle, Försterei
- Sielow (1809: Dorf und Amtsvorwerk, Schäferei)
- Siewisch (1809: Dorf, nur kleiner Anteil, Rest sächsisch)
- Steinitz (1809: Dorf und Gut, Anteil, anderer Teil sächsisch)
- Stradow (1809: Dorf und Gut, Windmühle, Försterei)
- Straußdorf (1809: Dorf und Gut, Ziegelei, Windmühle) (devastiert)
- Striesow (1809: Dorf)
- Ströbitz (1809: Dorf, Ziegelei, Torflager)
- Tauer (1809: Dorf, zwei Teeröfen, Windmühle, Braukrug, Ober- und Unterförsterei)
- Tornow, Dorf und Gut, Försterei, bei Calau, devastiert
- Tranitz (1809: Dorf, Gut und Vorwerk, Ziegelei, Wassermühle, Försterei)
- Trebendorf (1809: Dorf und Gut, Wasser- und Windmühle)
- Turnow (1809: Dorf und Amtssitzvorwerk, Ziegelei)
- Werben (1809: Dorf und fünf Güter, fünf Krüge, kleiner sächsischer Anteil)
- Wiesendorf (1809: Dorf und Gut, Ziegelofen)
- Willmersdorf (1809: Dorf und Erbpachtsvorwerk)
- Wintdorf (1809: Dorf und Gut)
- Wolkenberg (1809: Dorf und Gut) (devastiert)
- Zahsow (1809: Dorf)

Im Cottbusischen Kreis gab es drei landesherrliche Ämter, Amt Cottbus, Amt Peitz und das Amt Sielow, wobei letzteres in Personalunion mit dem Amt Cottbus verwaltet wurde.

## Landeshauptmänner, Landesälteste, Kriegskommissare und Landräte
Die herrschaftlichen Aufgaben nahm zunächst der Landeshauptmann wahr, der vor allem die Gerichtsbarkeit unter sich hatte. 1633 wurde ein Kriegskommissar eingesetzt, dessen Aufgaben 1642 von vier von den Landständen gewählten Landesältesten übernommen wurde. Daneben gab es noch einen von den Landständen gewählten Landesdirektor, der 1702 den Titel Landrat erhielt. Die Vertreter des Cottbusischen Kreises sind bisher nur unvollständig ermittelt.

### Landeshauptmänner
- 1585 Friedrich von Birkholz, Hauptmann[12]
- Anton von Pannwitz
- 1752 die Herren von der Goltze haben die Landeshauptmannschaft[13]

### Landesdirektor
- Christian von Pannwitz, Landesältester und Landesdirektor
- am 25. Mai 1671 starb Caspar Friedrich von Löben auf Wiesendorf, Landesdirektor des Cottbusischen Kreises[14]

### Landräte
- 1702 bis 1709 Hans Caspar von Klitzing, Landrat (+ 26. Dezember 1709 oder 25. Dezember 1710[15])
- 1710, 1711, 1712 Carl Philipp von Klitzing auf Briesen und Brahmow[16]
- 1717 bis 1719 Landrat Adam Jobst von Löben
- (1726)  bis 1749 Heinrich Wilhelm von Pannwitz
- 1749 bis 1760 Julius Ulrich von Bugenhagen, Oberstleutnant, Erbherr auf Ruben und Papitz, Landrat und Direktor des Cottbusischen Kreises, wohnt auf seinem Gut Papitz[13][17]
- (1758) Friedrich Wilhelm von Vernezobre (1721–1781), wurde 1758 Adjunkt des Landrats Julius Ulrich von Buggenhagen
- 1760 Friedrich Wilhelm von Vernezobre (1721–1781), Landrat des Cottbusischen Kreises.
- 1767 Friedrich Wilhelm Freiherr von Vernezobre, Landrat (auf Briesen)[18]
- (1768) Julius Ernst von Buggenhagen (1736–1806), wurde 1768 zum zweiten oder Neben-Landrat gewählt.[17]
- 1760 bis 1781  Friedrich Wilhelm Freiherr von Vernezobre (1721–1781), Landrat
- 1781 bis 1805 Friedrich Ehrenreich von Muschwitz (1736–1822) auf Geisendorf[19][20]
- 1805 bis 1813 Friedrich Wilhelm von Normann, Landrat
- 1814 Rittmeister Wilhelm von Pannwitz, auf Babow († 1843)
- 1816 Friedrich Wilhelm von Normann, Landrat[21]